# Thorictus algericus
Thorictus algericus là một loài bọ cánh cứng trong họ Dermestidae. Loài này được Chobaut Pic miêu tả khoa học năm 1897.